# 和田幹男
和田 幹男（わだ みきお、1938年〈昭和13年〉4月26日 - ）は、日本のカトリック教会の司祭。英知大学大学院人文科学研究科教授を務めた。カトリック大阪高松大司教区関目教会主任司祭。

## 生い立ち
1938年（昭和13年）宣教師に仕える伝道士の子として、神戸市に生まれる。4月29日、幼児洗礼。霊名はパウロ三木である。

## 学生時代
1961年（昭和36年）上智大学文学部哲学科卒業。1963年（昭和38年）上智大学大学院哲学研究科修了。教皇庁立プロパガンダ・フィデ神学校、教皇庁立ウルバノ大学神学部入学。教皇パウロ6世により司祭に叙階された。1971年（昭和46年）教皇庁立聖書研究所聖書学部卒業。

## 司牧
1972年（昭和47年）4月、英知大学文学部神学科講師となる。同年から1987年（昭和62年）まで新共同訳聖書旧約聖書の翻訳作業に参加。1974年（昭和49年）英知大学文学部神学科助教授となる。1975年（昭和50年）尼崎教会助任司祭。1980年（昭和55年）東京カトリック神学院モデラトール。1982年（昭和57年）英知大学教授。1995年（平成7年）岡山ノートルダム清心女子大学大学院嘱託講師。2005年（平成17年）カトリック箕面教会主任司祭。2013年（平成25年）よりカトリック関目教会主任司祭（大阪梅田ブロック共同宣教チーム担当司祭）。
1986年（昭和61年）の著書『私たちにとって聖書とは何なのか』は、カトリック新聞に連載されたもので、カトリックの聖書霊感論の歴史を辿っている。
2000年（平成12年）8月6日（御変容の祝日）に教皇庁教理省が発表した宣言『ドミヌス・イエズス —イエス・キリストと教会の救いの唯一性と普遍性について—』について、カトリック中央協議会と世界教会協議会（WCC）は抜粋しか公開しておらず、WCCの抜粋はエキュメニズムを強調しているが、エキュメニズムは宣言の中心的メッセージではないとして、全文翻訳をウェブ上で公開している。

## 主要著作一覧

### 主要著書・論文
- 「イザヤ42:1-4におけるミシュパートの再検討」『聖書学論集 16』日本聖書学研究所 編、山本書店、1981年12月。
- 『私たちにとって聖書とは何なのか : 現代カトリック聖書霊感論序説』女子パウロ会、1986年6月。
- 『聖書Q&A 旧約編』女子パウロ会、1988年3月。
- 『聖書年表・聖書地図』女子パウロ会、1989年5月。
- 『聖書Q&A』女子パウロ会、1990年9月。
- 『創世記を読む』筑摩書房〈こころの本〉、1990年2月。
- 『聖パウロ : その心の遍歴』女子パウロ会、1996年6月。
- 『死海文書聖書誕生の謎』ベストセラーズ〈ベスト新書〉、2010年12月。ISBN 978-4-584-12313-3。

### 翻訳
- 教皇庁教理省 著、和田幹男 訳・概説『宣言主イエス : イエス・キリストと教会の救いの唯一性と普遍性について』カトリック中央協議会、2006年6月。ISBN 978-4-87750-123-5。
- 教皇庁教理省 著、和田幹男 訳『聖書とキリスト論』カトリック中央協議会、2016年4月。ISBN 978-4-87750-197-6。